# Orthonyx de Nouvelle-Guinée
Orthonyx novaeguineae
Espèce
Synonymes
- Orthonyx temminckii novaeguineae A.B. Meyer, 1874[2]

Statut de conservation UICN

 LC  : Préoccupation mineure
L'Orthonyx de Nouvelle-Guinée (Orthonyx novaeguineae) est une espèce de passereaux de la famille des Orthonychidae. Elle est endémique de Nouvelle-Guinée.

## Liste des sous-espèces
Selon BioLib (14 juin 2018) :
- sous-espèce Orthonyx novaeguineae novaeguineae A. B. Meyer, 1874
- sous-espèce Orthonyx novaeguineae victorianus van Oort, 1909

Selon Catalogue of Life (14 juin 2018) :
- sous-espèce Orthonyx novaeguineae novaeguineae A. B. Meyer, 1874
- sous-espèce Orthonyx novaeguineae victorianus Oort, 1909

Selon la classification de référence du Congrès ornithologique international (version 8.1, 2018) :
- sous-espèce Orthonyx novaeguineae novaeguineae Meyer, AB, 1874
- sous-espèce Orthonyx novaeguineae victorianus van Oort, 1909

Selon NCBI (14 juin 2018) :
- sous-espèce Orthonyx novaeguineae victoriana